# Ystari Games
Ystari Games est un éditeur français de jeux de société basé à Paris. Fondée en 2004 avec la parution du jeu Ys, dirigée par Cyril Demaegd, cette maison d'édition a été propulsée sur le devant de la scène ludique en 2005, lors de la publication du jeu Caylus, succès mondial remportant de nombreux prix. 
En 2015, Ystari Games fusionne avec Space Cowboys.

## Jeux édités

### Jeux originaux
- 2004 : Ys, de Cyril Demaegd
  - Ys+, 2005
- 2005 : Caylus, de William Attia (Tric Trac d'or  2005,Spiel des Jahres  jeu complexe 2006, Deutscher Spiele Preis  2006, International Gamers Awards multijoueur 2006, Nederlandse Spellenprijs  2006)
- 2006 : Mykerinos, de Nicolas Oury
  - Mykerinos : Le Nil, 2008
- 2006 : Yspahan, de Sébastien Pauchon (Tric Trac d'or  2006,Concours de créateurs de jeux de Boulogne-Billancourt Primé 2006)
- 2007 : Caylus Magna Carta, de William Attia
- 2007 : Amyitis, de Cyril Demaegd
- 2008 : Metropolys, de Sébastien Pauchon
- 2008 : Sylla, de Dominique Ehrhard
- 2009 : Bombay, de Cyril Demaegd
- 2009 : Assyria, d'Emanuele Ornella
- 2010 : Asteroyds, de Guillaume Blossier et Frédéric Henry
- 2010 : Industry, de Michael Schacht
- 2010 : Mousquetaires du Roy, de François Combe et Frédéric Henry
- 2011 : Olympos, de Philippe Keyaerts (Tric Trac d'Argent 2011, As d'or Jeu de l'année  Grand Prix 2012)
  - Olympos : Oikoumene, 2011
- 2012 : Serenissima, de Dominique Ehrhard
- 2012 : Myrmes, de Yoann Levet, (Tric Trac d'or  2012, As d'or Jeu de l'année  Grand Prix 2013)
- 2013 : Spyrium, de William Attia
- 2013 : Prosperity, de Reiner Knizia et Sebastian Bleasdale
- 2014 : Witness, de Dominique Bodin
- 2015 : Starfighter, de Stéphane Boudin
- 2015 : Shakespeare, de RV Rigal
  - Shakespeare : Backstage, 2016

### Gamme «Vintage»
Cette gamme est dédiée à la réédition de jeux épuisés.
- Taj Mahal (2000), de Reiner Knizia, réédité en 2007 (Deutscher Spiele Preis  2000, Essener Feder  2000)
- Les Princes de Florence (2000), de Wolfgang Kramer et Richard Ulrich, réédité en 2007 (Tric Trac d'or  2007,International Gamers Awards  multijoueurs 2001)
- Sherlock Holmes détective conseil (1981), de Raymond Edwards, Suzanne Goldberg et Gary Grady, réédité en 2011 (Spiel des Jahres  1985, As d'or Prix du Jury 2011)

### Gamme «Ystari Plus»
Cette gamme est dédiée à la localisation en langue française de jeux édités à l'étranger.
- Race for the Galaxy, 2007, Tom Lehmann
  - Tempête en formation, 2008, Tom Lehmann
  - Rebelles contre Imperium, 2009, Tom Lehmann
  - Au bord de l'abîme, 2010, Tom Lehmann
  - Artefacts Aliens, 2013, Tom Lehmann
  - Invasion Xéno, 2016, Tom Lehmann
- El Capitan, 2007, Wolfgang Kramer et Horst-Rainer Rösner
- Agricola, 2008, Uwe Rosenberg (Tric Trac d'or  2008,Spiel des Jahres Meilleur jeu complexe 2008, Deutscher Spiele Preis  2008, International Gamers Awards  2008, As d'or Jeu de l'année  Prix du Jury 2009)
- Endeavor, 2009, Carl de Visser et Jarratt Gray (Tric Trac d'Argent 2010)
- Le Havre (en), 2009, Uwe Rosenberg (Tric Trac d'Argent 2009)
- Eclipse, 2011, Touko Tahkokallio
- Québec, 2011, Philippe Beaudoin et Pierre Poissant-Marquis
- La Loire, 2012, Emanuele Ornella
- Arctic Scavengers, 2013, Robert K. Gabhart
- Nations, 2013, Rustan Håkansson, Nina Håkansson, Einar Rosén, Robert Rosén
- Puerto Rico : Edition de Luxe, 2013, Andreas Seyfarth
- Suburbia, 2013, Ted Alspash
- Concordia, 2014, Walther Mac Gerdts, illustré par Marina Fahrenbach
- Francis Drake, 2014, Peter Hawes, illustré par Franz Vohwinkel
- Dominion, 2008, Donald X. Vaccarino (réédité par Ystari Games en 2013)
  - Dominion : l'Intrigue
  - Dominion : Rivages
  - Dominion : Alchimie
  - Dominion : Prospérité
  - Dominion : Abondance
  - Dominion : L'Arrière-Pays
  - Dominion : Age des Ténèbres
  - Dominion : Guildes, 2013
  - Dominion : Aventures, 2015